# Marc or
El marc or va ser la moneda de curs legal de l'Imperi Alemany, i va estar en circulació entre 1871 i 1914. Era una moneda adscrita al patró or, de forma que es podia intercanviar físicament pel seu equivalent en or. 2.790 marcs or equivalien a 1 quilogram d'or pur. El marc estava fraccionat en 100 pfennigs.
La seva creació va estar motivada per la unificació alemanya, i va substituir les monedes de les diverses entitats polítiques que s'integraren en l'Imperi Alemany. El Reichsbank, el banc central alemany, era l'emissor dels bitllets i monedes.
La suspensió, el 4 d'agost de 1914, de la convertibilitat entre el marc or i l'or a causa de l'inici de la Primera Guerra Mundial va senyalar la fi del marc or; a partir d'aquesta data les monedes d'or i plata van deixar de circular i el creixent nombre de marcs en circulació ja no estaven emparats per or, i van ser coneguts com a marcs de paper o Papiermark, els quals iniciarien el cataclisme econòmic de la hiperinflació alemanya dels anys 20 del segle xx.
De fet, el nom marc or va ser el nom que es va donar a aquesta moneda més endavant, per distingir-la de la seva successora, el Papiermark, introduït el 1914. La moneda de l'època es va anomenar simplement marc.

## Naixement
Abans de la unificació alemanya del 1870, els diferents estats alemanys emetien monedes diferents. La majoria estaven vinculades al Vereinsthaler, una moneda de plata que contenia 16 2⁄3 grams de plata pura. En passar d'una moneda basada en el patró plata a una moneda basada en el patró or, els creadors del marc van intentar primerament establir una relació simple amb el Vereinsthaler en circulacio i el marc, i en segon lloc que la nova divisa tingués un valor semblant al valor del marc Courant, la moneda que utilitzaven les ciutats hanseàtiques d'Hamburg i Lübeck. Així, la proporció de tres marcs or per un Vereinsthaler va definir el valor en or del marc. Amb aquesta proporció, els Vereinsthalers continuaren sent moneda de curs legal fins al 1908.

## Patró or
La Llei Bancària de 1875 establia que un mínim d'un terç del valor del conjunt de bitllets i monedes en circulació havia d'estar suportat per or (guardat majoritàriament en caixes fortes del Reichsbank), i els dos terços restants per bons descomptats (emesos pels bancs), amb un venciment de tres mesos, i avalats per una garantia solvent.
Per mantenir el rati de liquiditat (proporció d'or respecte la massa monetària), el Reichsbank també comprava or a canvi de marcs or, utilitzant la tassa de descompte (el marge de benefici pel venedor) per fer atractiva l'operació.